# Тетерев Віталій Анатолійович
Віталій Анатолійович Тетерев (нар. 7 січня 1983, Новополоцьк) — білоруський шахіст, гросмейстер від 2007 року.

## Шахова кар'єра
У 1995—2002 роках кілька разів представляв Білорусь на чемпіонаті світу та Європи серед юніорів у різних вікових категоріях. Гросмейстерські норми виконав у роках 2002 (поділив 1-ше місце в Орлі, разом з Ігорем Люцко), 2004 (поділив 1-ше місце в Запоріжжі, разом з Володимиром Роговським) та 2006 (поділив 2-ге місце в Орлі позаду Геннадія Матюшина, разом з Дмитром Максимовим). Досягнув низки інших успіхів, зокрема:
- посів 1-ше місце в Кобрині (2002, чемпіонат Білорусі до 20 років),
- поділив 1-ше місце в Плунге (2003, разом з Владиславом Воротниковим),
- посів 1-ше місце в Клайпеді (двічі — в 2005 і 2006, разом з Ігорем Люцком),
- поділив 1-ше місце в Звенигороді (2007, разом з Олексієм Губайдулліним і Маратом Аскаровим).

Представляв Білорусь на командних змаганнях, зокрема:
- двічі на шахових олімпіадах (2010, 2012); призер: в особистому заліку — золотий (2010 — 3-тя шахівниця)[1],
- на командному чемпіонаті Європи (2013)[2].

Найвищий рейтинг в кар'єрі мав станом на 1 листопада 2010 року, досягнувши 2539 очок займав тоді 9-те місце серед білоруських шахістів.

## Зміни рейтингу
| На цьому місці має відображатися графік чи діаграма, однак з технічних причин його відображення наразі вимкнено. Будь ласка, не видаляйте код, який викликає це повідомлення. Розробники вже працюють для того, щоби відновити штатне функціонування цього графіка або діаграми. | |
| | На цьому місці має відображатися графік чи діаграма, однак з технічних причин його відображення наразі вимкнено. Будь ласка, не видаляйте код, який викликає це повідомлення. Розробники вже працюють для того, щоби відновити штатне функціонування цього графіка або діаграми. |